# Municipio de Israel
El municipio de Israel (en inglés: Israel Township) es un municipio ubicado en el condado de Preble en el estado estadounidense de Ohio. En el año 2010 tenía una población de 1169 habitantes y una densidad poblacional de 12,42 personas por km².

## Geografía
El municipio de Israel se encuentra ubicado en las coordenadas 39°36′32″N 84°45′22″O / 39.60889, -84.75611. Según la Oficina del Censo de los Estados Unidos, el municipio tiene una superficie total de 94.13 km², de la cual 91,74 km² corresponden a tierra firme y (2,54 %) 2,39 km² es agua.

## Demografía
Según el censo de 2010, había 1169 personas residiendo en el municipio de Israel. La densidad de población era de 12,42 hab./km². De los 1169 habitantes, el municipio de Israel estaba compuesto por el 97,52 % blancos, el 0,34 % eran afroamericanos, el 0,09 % eran amerindios, el 0,09 % eran asiáticos, el 0,17 % eran de otras razas y el 1,8 % eran de una mezcla de razas. Del total de la población el 0,6 % eran hispanos o latinos de cualquier raza.